# Mai Ndombe (vattendrag)
Mai Ndombe, även stavat Maï Ndombe eller Mayi Ndombe, är en flod i Kongo-Kinshasa, och utgör ett biflöde till Kongofloden. Den rinner huvudsakligen genom den östra delen av Kinshasa, i den västra delen av landet, 80 km nordost om Kinshasas centrum. Floden bildas genom sammanflödet av Bombo och Lumene.  Efter sammanflödet med Lufimi bildar floden gräns mellan Kinshasa och provinsen Mai-Ndombe.